# Astrolinguistique
L'astrolinguistique est un domaine de la linguistique lié à la recherche d'intelligence extraterrestre (SETI).

## Histoire

### AO des Gordin
L'une des premières tentatives de construction d'un langage pour la communication interplanétaire recensée est celle du langage AO créé par le philosophe anarchiste Wolf Gordin (en) (frère d'Abba Gordin) dans ses livres Grammar of the Language of the Mankind AO (1920) et Grammar of the Language AO (1924). Ce langage est présenté comme un langage de communication interplanétaire en 1927 à la première exposition internationale des machines et mécanismes interplanétaires à Moscou. Le but déclaré de Gordin est de construire un langage non « fétichiste », non « sociomorphe », non genré et non classiste. La conception de la langue a été inspirée par la poésie futuriste russe, la philosophie pan-anarchiste des Gordin et les premières remarques de Tsiolkovski sur une possible messagerie cosmique (qui étaient en accord avec les idées ultérieures de Hans Freudenthal. Cependant, Sergei N. Kuznetsov (eo) note que « Gordin ne définit nulle part son langage comme destiné à un usage spatial » et que « dans aucun de ses ouvrages il ne traite des problèmes de communication spatiale, ne mentionnant qu'en passant la 'communication interplanétaire' parmi d'autres domaines techniques. »

### LINCOS de Freudenthal
Une partie intégrante du projet SETI en général est la recherche dans le domaine de la construction de messages pour l'intelligence extraterrestre, éventuellement à transmettre dans l'espace depuis la Terre. Dans la mesure où ces messages sont basés sur des principes linguistiques, la recherche peut être considérée comme appartenant à l'astrolinguistique.
La première proposition dans ce domaine a été avancée dans les années 1960 par le mathématicien Hans Freudenthal de l'université d'Utrecht, à peu près au moment du premier effort SETI à Greenbank aux États-Unis. Freudenthal a conçu une Lingua Cosmica complète. Son livre LINCOS: Design of a Language for Cosmic Intercourse semble à première vue non linguistique, car les concepts mathématiques sont au cœur du langage. Les concepts sont cependant introduits dans les conversations entre personnes (Homo sapiens), de facto par des moyens linguistiques. Le livre pose un jalon dans l'astrolinguistique. Quelques années plus tard, Bruno Bassi en dit : « LINCOS est là. En dépit de son objectif quelque peu éphémère de «rapport cosmique», il reste une construction linguistique et éducative fascinante, méritant d'exister comme un autre jouet de la conception de l'homme ». Freudenthal avait finalement perdu tout intérêt à créer d'autres travaux en raison des problèmes croissants d'application de LINCOS « pour [tout] autre que le contenu mathématique en raison des différents aspects sociologiques potentiels des récepteurs extraterrestres,. »

### LINCOS d'Ollongren
Le concept d'astrolinguistique dans la recherche scientifique est défini en 2013 dans la monographie Astrolinguistics: Design of a Linguistic System for Interstellar Communication Based on Logic, écrite par l'astronome et informaticien Alexander Ollongren de l'université de Leiden. Le livre présente une nouvelle Lingua Cosmica totalement différente de la conception de Freudenthal. Il décrit la manière dont la logique des situations dans les sociétés humaines peut être formulée dans la lingua, également appelée LINCOS. Ce système astrolinguistique, également conçu pour être utilisé dans la communication interstellaire, est basé sur la logique constructive moderne - qui garantit que toutes les expressions sont vérifiables. Kadri Tinn en dit :

« L'astrolinguistique est l'étude des langues interstellaires et de la possibilité de communiquer à l'aide d'un langage artificiel auto-référencé et n'incluant aucun aspect des langues naturelles. [...] La nouvelle Lingua Cosmica est un système de langue basé sur la logique appliquée, la compréhension de ce qui est attendu par une civilisation suffisamment avancée pour recevoir des communications radio. »

### Traductions
1. ↑  (en) « for [anything] other than mathematical contents due to the potential different sociological aspects of alien receivers »
2. ↑  (en) « Astrolinguistics is the study of interstellar languages and possibility of communication using an artificially created language that is self-contained and wouldn't include some of the aspects of natural languages. … new Lingua Cosmica is a language system based on applied logic, the understanding of which might be expected from a civilization that has developed technology advanced enough to receive radio emissions. »